# Manuel Lisboa de Oliveira
Manuel Lisboa de Oliveira (* 25. Februar 1916 in Monte Alegre da Bahía, Bahia, Brasilien; † 24. Januar 2002) war ein brasilianischer Geistlicher und römisch-katholischer Bischof von Nazaré.

## Leben
Manuel Lisboa de Oliveira empfing am 27. Juni 1948 die Priesterweihe.
Papst Johannes XXIII. ernannte ihn am 25. Februar 1963 zum Bischof von Nazaré. Der Bischof von Montes Claros, José Alves de Sà Trindade, spendete ihm am 26. Mai desselben Jahres die Bischofsweihe; Mitkonsekratoren waren Antônio de Mendonça Monteiro, Bischof von Bonfim, und Jackson Berenguer Prado, Bischof von Feira de Santana.
Er nahm an der zweiten bis vierten Sitzungsperiode des Zweiten Vatikanischen Konzils als Konzilsvater teil.
Papst Johannes Paul II. nahm am 7. November 1986 seinen vorzeitigen Rücktritt an.